# 南塔夸鲁苏
南塔夸鲁苏是巴西南大河州的一个市镇。总面积76.848平方公里，总人口2849人，人口密度37.1人/平方公里。